# Tort (rivière)
Pour les articles homonymes, voir Tort.
Le Tort, est un ruisseau français qui coule en région Occitanie, dans le département de Tarn-et-Garonne. C'est un sous-affluent de la Garonne par le Ruisseau de Tessonne.

## Géographie
De 11,1 km de longueur, il prend sa source sur la commune de Saint-Sardos et se jette dans le Ruisseau de Tessonne sur la commune de Bourret en Tarn-et-Garonne.

### Département et communes traversés
- Tarn-et-Garonne : Comberouger, Saint-Sardos, Bourret.